# كلينت إيستون
كلينت إيستون (بالإنجليزية: Clint Easton)‏ هو لاعب كرة قدم بريطاني، ولد في 1 أكتوبر 1977 في Barking, London ‏ في المملكة المتحدة. شارك مع منتخب إنجلترا تحت 20 سنة لكرة القدم. أما مع النوادي، فقد لعب مع إبسفليت يونايتد ونادي غيلينغهام ونادي هيرفورد ونادي واتفورد وويكمب وندررز ونورويتش سيتي.

## وصلات خارجية
- كلينت إيستون على موقع قاعدة بيانات كرة القدم.إي يو (الإنجليزية)
- كلينت إيستون على موقع Soccerbase.com (لاعب) (الإنجليزية)
- كلينت إيستون على موقع عالم كرة القدم.نت (الإنجليزية)